# Queso de cassoleta

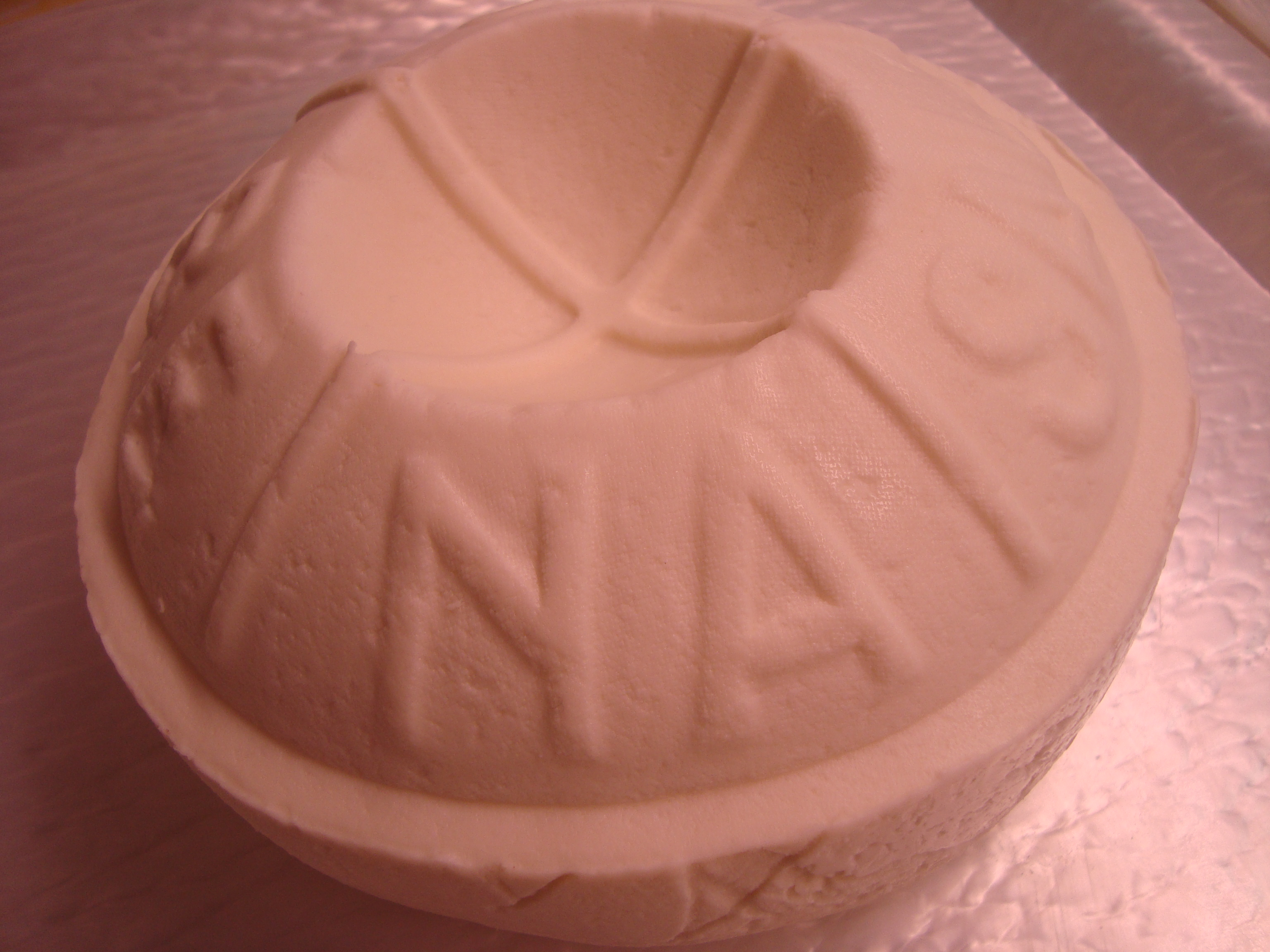
Queso de Benasal

El queso de cassoleta (cazuelita en valenciano), también conocido como saladito valenciano, queso de Puzol o queso de Burriana, es una variedad de queso típica de la Comunidad Valenciana (España). Está protegido con una marca de calidad desde el 23 de diciembre de 2008.

## Características
Este queso está elaborado con leche de cabra, vaca y oveja o una mezcla de estas. Es un queso de pasta prensada, redondo y pequeño (de 200 a 500 gramos) con una característica forma de volcán debido al molde con el que se fabrica que antiguamente era de madera de olivo. Es un queso blanco, tierno, húmedo y salado. Tiene una textura firme pero blanda y no presenta corteza. 